# ハインリヒ22世 (ロイス＝グライツ侯)

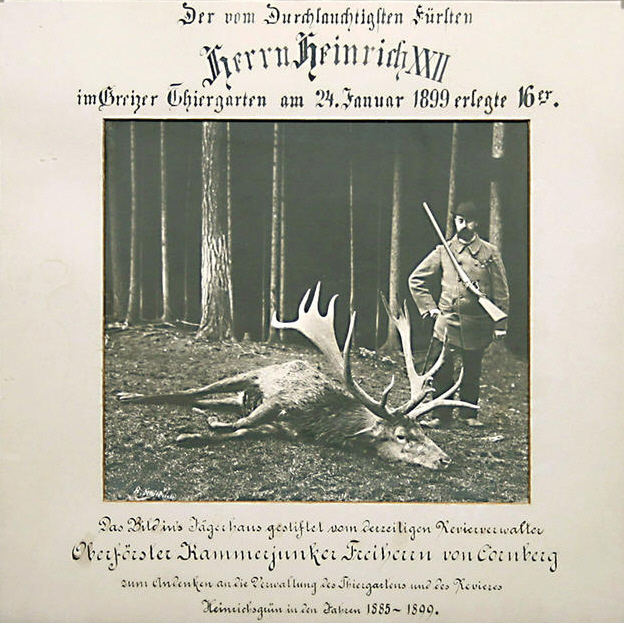
狩猟中のハインリヒ22世、1899年

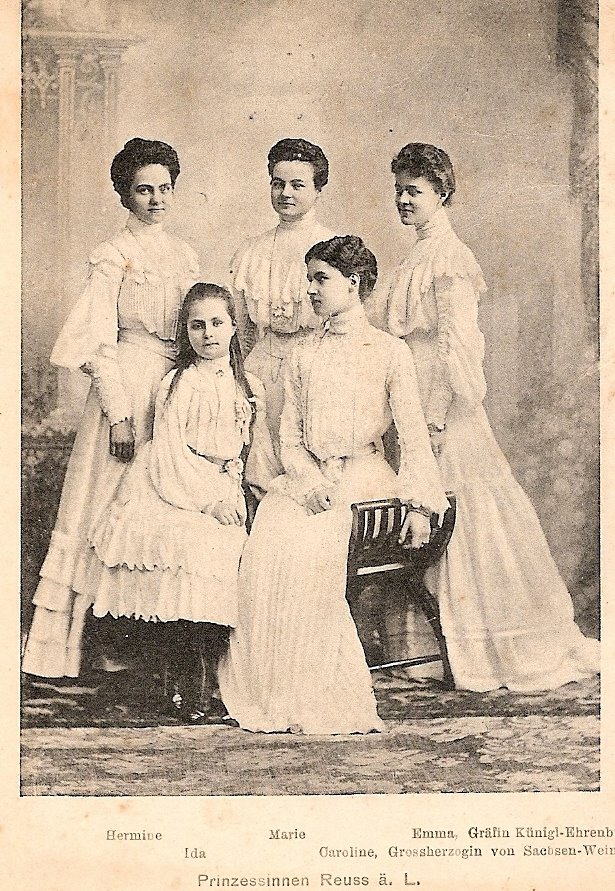
ハインリヒ22世の5人の娘たち

ハインリヒ22世・ロイス・ツー・グライツ（Heinrich XXII. Reuß zu Greiz, 1846年3月28日 - 1902年4月19日）は、兄系ロイス侯国の統治者（在位：1859年 - 1902年）。

## 生涯
ロイス＝グライツ侯ハインリヒ20世とその妻でヘッセン＝ホンブルク方伯グスタフの娘であるカロリーネの間の第3子、次男として生まれた。長兄ハインリヒ21世は誕生直後に死去しており、生まれた時から侯国の世子であった。
1859年に父が亡くなるとわずか13歳で侯位を継いだが、21歳の誕生日を迎えるまで後見人である母カロリーネが摂政として国政を取り仕切った。カロリーネは夫も父もオーストリア帝国軍の将軍だったため、非常に強い反プロイセン意識の持ち主だった。このため、1866年に普墺戦争が始まると、プロイセン政府は兄系ロイス侯国を占領した。カロリーネは10万ターラーの賠償金を支払い、ようやくプロイセン軍の撤退を実現させた。
1867年3月22日に親政を開始したが、この機会に侯国の憲法を制定している。彼はきわめて保守的な為政者で、領民に対して専制君主として振る舞い、侯国を正統ルター派信仰の砦にしようと努めた。ハインリヒ22世は治世中、常に両親の姿を模範に行動し、ことあるごとにプロイセン政府に対して反抗を続けた。1877年、ドイツ国最高裁判所（Reichsgericht）の置かれる都市を決める投票に際し、プロイセンの首都ベルリンでなくライプツィヒに投票したのは、そうした反抗的態度の一例である。
ハインリヒ22世は民事婚制度やドイツ民法の導入ばかりでなく、オットー・フォン・ビスマルクが主導したからという理由で文化闘争や社会主義者鎮圧法にまで反対したため、人々は彼に「駄々っ子のハインリヒ（Heinrich der Unartige）」というあだ名を付けた。彼はとりわけ軍事・外交面での連邦政府の政策に強い拒否反応を示した。このせいで兄系ロイス侯国は、1900年に中国で起きた義和団の乱に際しての共同出兵に反対して、また翌1901年には連邦政府の予算における植民地政策にかかる支出の大きさに抗議して、連邦参議院に政府代表を送らなかった。
ハインリヒ22世は1902年に世を去った。一人息子で後継者のハインリヒ24世は幼い頃の事故で心身に重い障害を負っており、統治不能のため、同族の弟系ロイス侯ハインリヒ14世が摂政となった。

## 子女
1872年10月8日、シャウムブルク＝リッペ侯アドルフ1世の娘イーダと結婚し、1男5女の6人の子女をもうけた。
- ハインリヒ24世（1878年 - 1927年）　ロイス＝グライツ侯
- エンマ（1881年 - 1961年）　1903年、エーレンブルク伯爵エーリヒと結婚
- マリー（1882年 - 1942年）　1904年、フェルディナント・フォン・グナグノーニ男爵と結婚
- カロリーネ（1884年 - 1905年）　1903年、ザクセン＝ヴァイマル＝アイゼナハ大公ヴィルヘルム・エルンストと結婚
- ヘルミーネ（1887年 - 1947年）　1907年にシェーナイヒ＝カロラート侯子ヨハン・ゲオルクと結婚、1922年に元ドイツ皇帝ヴィルヘルム2世と再婚
- イーダ（1891年 - 1977年）　1911年、シュトルベルク＝ロスラ侯クリストフ・マルティン3世と結婚